# Mordfall von Sondershausen
Als Mordfall von Sondershausen wird die Ermordung des 15-jährigen Schülers Sandro Beyer im Jahr 1993 durch die drei damaligen Mitglieder der später dem NS-Black-Metal zugeordneten Band Absurd bezeichnet. Mit Schlagzeilen wie Satansmord von Sondershausen erregte der Fall deutschlandweit Aufsehen. Der Mord bewirkte, dass die Band im rechtsextremen Teil der Black-Metal-Szene Kultstatus erlangte.

## Hergang

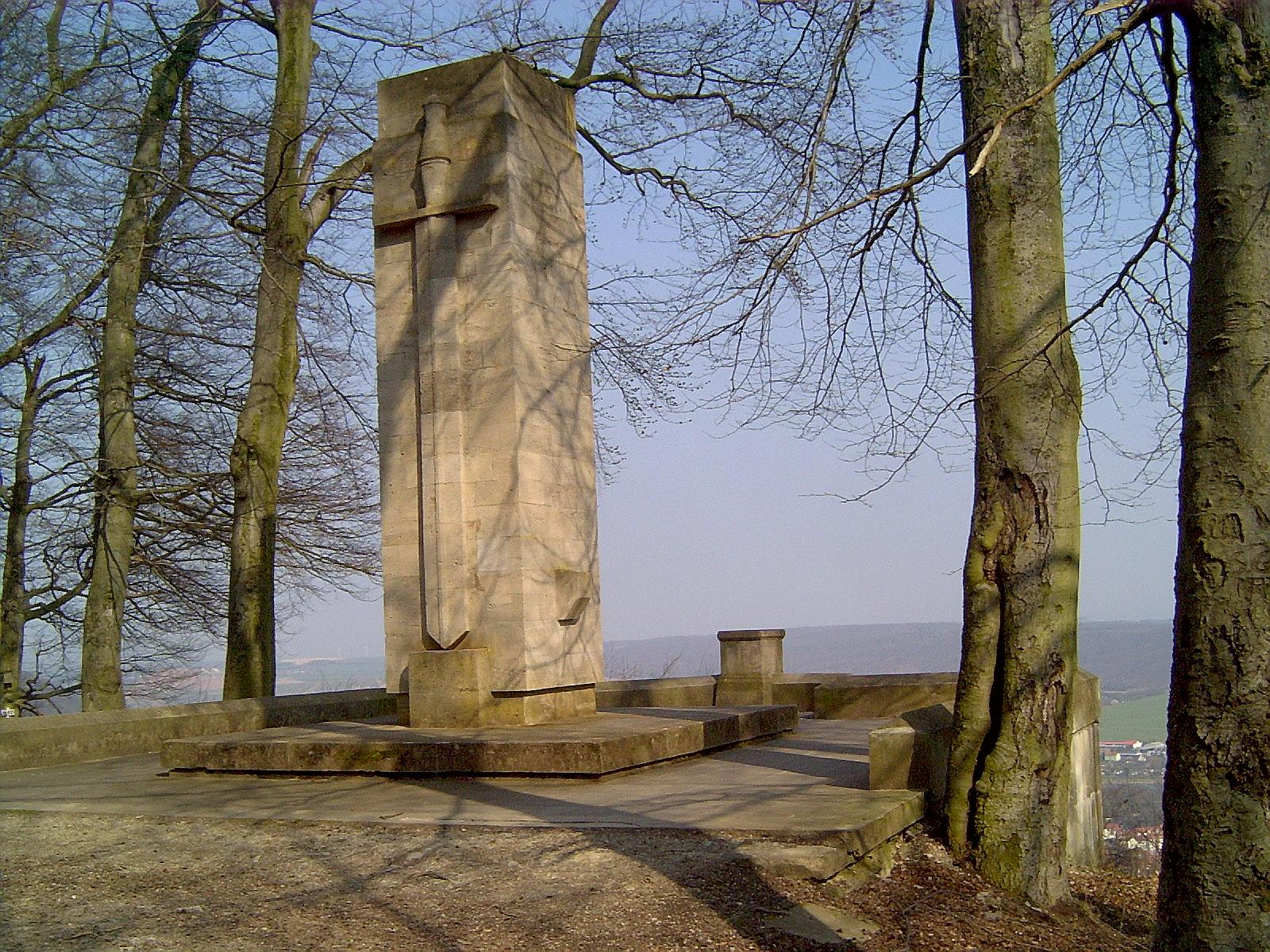
Das Rondell Sondershausen, wo sich die drei Jugendlichen mit Beyer trafen

Am 29. April 1993 lockten die drei Jugendlichen Sebastian Schauseil, Hendrik Möbus und Andreas K. den 15-jährigen Schüler Sandro Beyer zu einem Treffen bei einem im Wald befindlichen Kriegerdenkmal auf dem Rondell Sondershausen. Die Nachricht mit der Einladung zu diesem Treffen bekam Sandro Beyer über einen Zettel, den ihm eine mit Schauseil befreundete Schülerin zusteckte. In einer unbenutzten Waldhütte, die Möbus’ Eltern gehörte, fesselten sie ihn an einen Schaukelstuhl, wo er dann gegen 20 Uhr durch Erdrosseln mit einem Stromkabel ermordet wurde. Anschließend vergruben sie die Leiche in einer Baugrube nahe der Hütte.
Am siebten Tag nach der Vermisstenanzeige wurde die Leiche nach einer von Andreas K. angefertigten skizzenartigen Beschreibung gefunden und ausgegraben. Am 12. Mai wurde Sandro Beyer in Sondershausen beerdigt.

## Prozess
Als Sebastian Schauseil im Verhör mit den Tatsachen konfrontiert wurde, gestand dieser den Tathergang zunächst, den er in allen Einzelheiten und äußerst ruhig beschrieb. Weiter sagte Schauseil, dass es kein rational nachvollziehbares Motiv für die Tat gegeben habe, dass Sandro Beyer ein beliebiges Opfer gewesen sei und dass er schon immer einmal einen Menschen töten wollte, um zu spüren, wie es sich anfühle. Vor Gericht widerrief er das Geständnis auf Anraten seiner Verteidiger und die Gruppe legte sich darauf fest, dass es sich um einen tragischen Unfall gehandelt habe und dass sie Beyer nicht töten, sondern nur erschrecken wollten.
Das Gericht befand, dass „die ständige Beschäftigung mit satanistischem Gedankengut und mit Tötungsdarstellungen in Filmen“ die Hemmschwelle herabgesetzt habe, sodass eine solche Tat möglich wurde:

„Wir sind davon überzeugt, dass die Tat ohne diesen Hintergrund nicht möglich gewesen wäre. Ganz egal, aus welchen Motiven Sie sich damit beschäftigten, Sie haben die Achtung vor dem Menschen, vor seiner Würde verloren.“

Insbesondere der Film Tanz der Teufel wurde dabei genannt, der als Vorlage für den Mord und das Vergraben der Leiche gedient haben soll, da dort die Beteiligten ebenfalls die Leiche einer gewandelten Frau in ein Bettlaken wickeln und im Wald nahe der Holzhütte vergraben. Hendrik Möbus betrieb zudem privat einen regen Handel mit schwarzkopierten Filmen, von denen viele indiziert waren. Außerdem schrieb er äußerst blutrünstige Kurzgeschichten.
Nach Aussagen der Täter stand die Tat in keinem satanistischen Zusammenhang. In der ARD-Dokumentation Der Satansmord – Tod eines Schülers präzisierte der Richter Jürgen Schuppner acht Jahre nach der Urteilsverkündung seine Aussage bezüglich des satanistischen Zusammenhangs:

„Es war in gewisser Hinsicht ein Satansmord aufgrund dieses Hintergrundes, aber die Ausführung der Tat hatte nicht das geringste mit einem Ritual oder mit einer satanistischen Tat zu tun. […] Es fehlt jeder rituelle Hintergrund, es fehlt die Vorbereitung, es fehlt die Ausstaffierung …“

Die Staatsanwaltschaft hatte für jeden der Täter zehn Jahre Freiheitsstrafe gefordert. Sebastian Schauseil und Hendrik Möbus wurden am 9. Februar 1994 wegen gemeinschaftlich geplanten Mordes, Freiheitsberaubung und Nötigung als Haupttäter im Prozess vor dem Landgericht Mühlhausen zu acht Jahren Haft verurteilt, während der als Mitläufer betrachtete Andreas K. sechs Jahre Haft bekam. Das Gericht blieb im Urteil deutlich unter der zulässigen Jugendstrafe, da man den Jugendlichen die Rückkehr in ein normales Leben ermöglichen wollte. Sie kamen alle drei in die Justizvollzugsanstalt Erfurt, wo sie im gleichen Bereich untergebracht wurden, obwohl das Gericht auf eine getrennte Unterbringung der drei plädiert hatte.

## Haft
Die Täter holten während der Haftstrafe ihr Abitur nach. Sebastian Schauseil schrieb einen Brief an den Sondershausener Pfarrer Jürgen Hauskeller, der Beyer damals beerdigt hatte, um ihn um Unterstützung dabei zu bitten, mit dem Mord und den damit verbundenen Auswirkungen für ihn zurechtzukommen.
Im Gefängnis konnten die Täter ihre Band unter dem Namen In Ketten weiterführen. Ihre zu dieser Zeit aufgenommene und veröffentlichte Kassette Thuringian Pagan Madness zeigt auf dem Cover das Grab des ermordeten Sandro Beyer mit dem Zusatz: „The cover shows the grave of Sandro B. murdered by horde ABSURD on 29.04.93 AB.“ auf der Innenseite.
Aus ihren Jugendstrafen wurden die Bandmitglieder 1998 auf Bewährung entlassen. Hendrik Möbus wurde am 25. August 1998 als Letzter entlassen, nachdem er den Mord vorgeblich bedauert hatte. Einen Monat später zeigte Möbus bei einem Absurd-Konzert den Hitlergruß, wofür er eine Freiheitsstrafe von acht Monaten erhielt. Nachdem bekannt geworden war, dass er in einem Interview für das Buch Lords of Chaos sein Opfer als „Volksschädling“ verhöhnte, wurde seine Bewährung schließlich widerrufen. Er flüchtete in die USA und tauchte bei einem befreundeten Neonazi, dem Gründer der National Alliance, William Pierce, unter. Dort wurde er am 26. August 2000 vom United States Marshals Service aufgegriffen. Möbus stellte einen Asylantrag und gleichzeitig wurde auf einer Webseite unter dem Motto „Free Hendrik Möbus“ eine Solidaritätskampagne eingerichtet, bei der behauptet wurde, es handele sich bei Möbus um einen politischen Gefangenen. Möbus versuchte den Fall so darzustellen, dass seine Menschenrechte verletzt würden. 2001 kam Möbus nach einem gescheiterten Asylantrag zum Absitzen seiner dreijährigen Reststrafe erneut in ein deutsches Gefängnis.

## Berichterstattung in der Presse
Dass die Tat einen satanistischen Hintergrund hatte, wurde vor allem in den Jahren kurz nach dem Verbrechen und der Verurteilung der Täter in den Massenmedien bis hin zu der Bezeichnung „Satansmord von Sondershausen“ kolportiert. Der Spiegel stellte die Tat im Mai 1993 in eine Reihe mit weiteren Taten und Suiziden mit angeblich satanischen Hintergründen und berichtete im Januar 1994 über das laufende Verfahren. Im Oktober 1994 griff das Magazin die Rezeption der Tat in der damaligen Black-Metal-Szene auf und stellte Zusammenhänge zu dem Mord an Øystein Aarseth und rechtsradikalen Gruppierungen her.
Als 2001 Manuela und Daniel Ruda aus dem Ruhrgebiet den 33-jährigen Frank H. ermordeten, wurde das in der Presse als „neuer Satansmord“ (siehe Mordfall von Witten) bezeichnet. Bei den Tätern wurde u. a. eine „Feindliste“ gefunden, die den Namen von Sandro Beyers Mutter enthielt.

## Spekulationen über das Motiv
Sandro Beyer musste laut der ARD-Dokumentation Der Satansmord – Tod eines Schülers vermutlich sterben, weil er den Kontakt zu der Gruppe suchte, diese ihn jedoch ablehnte. In der Schülerzeitung äußerte sich Möbus zuvor in Bezug auf seine Band Absurd, dass Sandro Beyer keiner von ihnen sei, mit dem Zusatz „Also beherzigt meine Worte und ihr lebt vielleicht noch ein wenig länger. Vielleicht.“ Für die Annahme, dass der Mord an Beyer keine spontane Tat war, spricht die Aussage von Möbus’ früherer Freundin, sie habe mehrmals Mordankündigungen in Bezug auf Sandro mitbekommen, diese jedoch immer für einen Scherz gehalten. Ein weiterer möglicher Grund für die Tat wäre, dass Beyer von Möbus’ illegalem Schwarzkopieren von Filmen wusste.
Hendrik Möbus behauptete im Briefwechsel mit Michael Moynihan, aus dem das Interview für dessen Buch Lords of Chaos entstand, in Wahrheit sei Beyer ermordet worden, weil er das Verhältnis des damals siebzehnjährigen Schauseil mit einer verheirateten Katechetin, die von ihm schwanger gewesen sei, an die Öffentlichkeit habe bringen wollen.
In einem Interview erklärte Möbus später, dass er wegen des Mordes keine Schuldgefühle habe und ihm das Opfer nichts bedeutete und „im Grunde genommen egal“ gewesen sei.

## Film
- Ulrike Baur: Der Satansmord – Tod eines Schülers, Die großen Kriminalfälle, Das Erste (Online auf YouTube)